# الیکایی چمنی سیاه
الیکایی چمنی سیاه (نام علمی: Amytornis housei) نام یک گونه از سرده الیکایی چمنی است.